# Бухаут
Бухаут (нидерл. Boechout ) — посёлок и коммуна в Бельгии в провинции Антверпен.
Расположен в 38 км севернее столицы г. Брюсселя.
Население на 1 января 2013 года составляло 12 724 человек.
Образовано 1.01.1977 года за счёт объединения сёл Бухаут и Времде.

## Персоналии
- Виллемс, Ян Франс (1793—1846) — фламандский поэт, филолог, историк, редактор, переводчик, политический и общественный деятель.

## Галерея
- Психиатрический центр
- Церковь в Времде